# Enzo Leijnse
Enzo Leijnse (født 16. juli 2001 i Amsterdam) er en cykelrytter fra Holland, der er på kontrakt hos Team Picnic-PostNL.